# RMON
RMON (ang. Remote Network Monitoring) – standard monitorowania sieci komputerowych. RMON jest uzupełnieniem SNMP: podczas gdy SNMP jest używany do badania stanu konkretnych urządzeń, RMON służy do badania ilości przesyłanych danych poprzez kontrolę adresacji, błędów transmisji, przepływności gałęzi. 
Pierwsza wersja protokołu RMON umożliwia wyłącznie analizę danych przepływających na poziomie drugiej warstwy modelu sieciowego OSI (na poziomie adresów MAC). To znacznie ogranicza jego zasięg. Znacznie więcej danych dostarczają sondy RMON2. Mogą one operować na wszystkich warstwach modelu modelu ISO/OSI, dzięki czemu informują nie tylko o tym co dzieje się w sieci, ale także jakie aplikacje są odpowiedzialne za powodowanie ruchu sieciowego. RMON2 potrafi wskazać, jakie protokoły i w jakim stopniu są wykorzystywane w sieci, a także którzy użytkownicy korzystają z konkretnych aplikacji (np. przeglądarek internetowych, Lotus Notes, funkcji telnet itp).
Podstawowym problemem, z którym borykają się użytkownicy tej technologii, jest optymalny sposób rozlokowania agentów RMON w sieci, a także przygotowanie odpowiedniej struktury raportów z gromadzonej ogromnej liczby danych o ruchu sieciowych. Często agenty RMON2 rozmieszczone są także w sieci w postaci specjalnych urządzeń, których jedynym zadaniem jest monitorowanie pracy określonych łączy czy też końcówek sieci. Coraz częściej oprogramowanie agenta RMON2 jest implementowane w kartach sieciowych, umożliwiając monitorowanie ruchu na indywidualnych stacjach roboczych. 
Bez względu na to, gdzie pracuje agent, jego zadania są podobne. Filtruje pakiety sieciowe według określonych wcześniej kryteriów, tworzy statystyki na podstawie ruchu sieciowego i może przechwytywać pakiety do ich późniejszej analizy. Agenty odpowiadają na pytania aplikacji zarządzających, ale mogą też samodzielnie wysyłać informacje - np: w postaci alarmów SNMP, gdy wcześniej zdefiniowane warunki progowe zostaną przekroczone.
RMON2 ma specjalną kategorię Protocol Directory, określającą, jakie protokoły mogą być "podglądane" przez danego agenta. To pozwala administratorowi ustawiać w sieci specjalizowanych agentów monitorujących tylko określone dane. 
RMON i RMON2 posiadają także MIB, zaprojektowaną pod potrzeby RMON, Jest ona o wiele bardziej rozbudowana niż w SNMP.
Dzięki temu, że technologia RMON2 pozwala analizować ruch na wszystkich warstwach modelu ISO/OSI, administrator może bardziej selektywnie instalować sondy w sieci. Przykładowo: najwięcej informacji o ruchu sieciowym uzyskuje się tam, gdzie jest on agregowany, czyli instalując sondy na przełącznikach sieciowych.

## DokumentyRFC
- S. Waldbusser, Remote Network Monitoring Management Information Base, STD 59, RFC 2819, IETF, maj 2000, DOI: 10.17487/RFC2819, ISSN 2070-1721, OCLC 943595667 (ang.).
- S. Waldbusser, Remote Network Monitoring Management Information Base Version 2 using SMIv2, RFC 2021, IETF, styczeń 1997, DOI: 10.17487/RFC2021, ISSN 2070-1721, OCLC 943595667 (ang.).
- R. Waterman i inni, Remote Network Monitoring MIB Extensions for Switched Networks Version 1.0, RFC 2613, IETF, czerwiec 1999, DOI: 10.17487/RFC2613, ISSN 2070-1721, OCLC 943595667 (ang.).
- S. Waldbusser i inni, Introduction to the Remote Monitoring (RMON) Family of MIB Modules, RFC 3577, IETF, sierpień 2003, DOI: 10.17487/RFC3577, ISSN 2070-1721, OCLC 943595667 (ang.).